# Belgische federale verkiezingen 2014/Kandidatenlijst/LDD
Dit is de kandidatenlijst van Libertair, Direct, Democratisch voor de Belgische federale verkiezingen van 2014. Na enkele slechte resultaten in peilingen voor de partij werd besloten om enkel een kandidatenlijst in te dienen in de kieskring West-Vlaanderen.

## West-Vlaanderen

### Effectieven
1. Jean-Marie Dedecker
2. Martine Vandevelde
3. Bart Ottevaere
4. Stephanie Depuydt
5. Pierre Yserbyt
6. Carine Mestdagh
7. Gaëtan Benali
8. Annette Vanden Berghe
9. Filip Decroix
10. Rosa Christiaen-Desender
11. Jan Fiers
12. Carine Vandewalle
13. Steven Laplasse
14. Nathalie De Prez
15. Yves Muylle
16. Ulla Werbrouck

### Opvolgers
1. Peter Reekmans
2. Bianca Ryckewaert
3. Henk Dierendonck
4. Jeannine Goeman
5. Björn Vermeersch
6. Christiane Hubrecht
7. Filip Ryckbosch
8. Mieke Hauweele
9. Boudewijn Bouckaert